# جو زهره

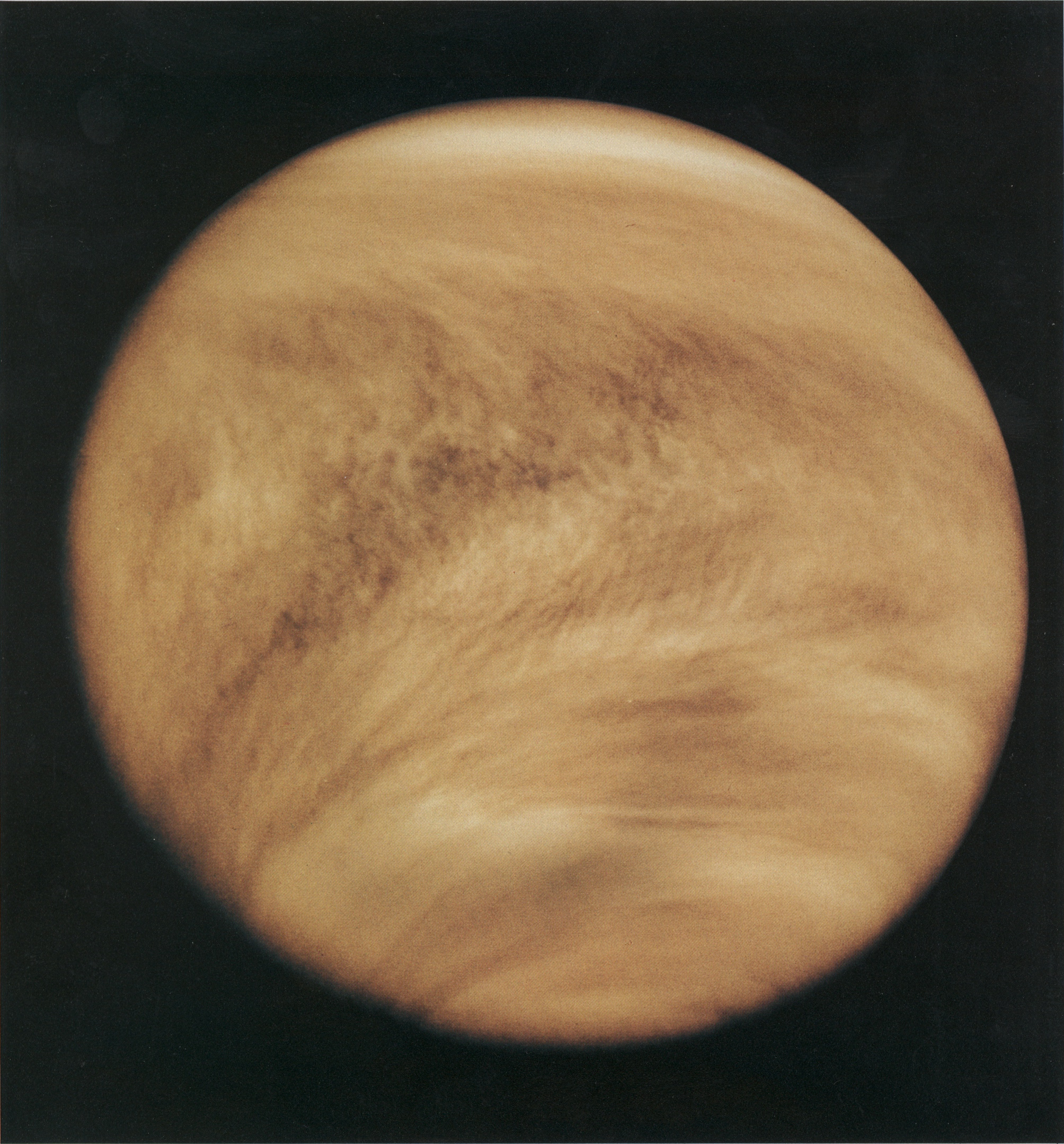
زهره

جو ناهید (به انگلیسی: Atmosphere of Venus) یا زُهره از ۹۶٫۵ درصد دی اکسید کربن و ۳٫۵ درصد نیتروژن و گازهای کمیاب تشکیل شده‌است. تراکم نوری اتمسفر، دیدن سطح را از خارج بدون مشاهده با نقشهٔ راداری یا دیگر وسایل غیرممکن می‌سازد. پوستهٔ سیلیسی، گوشتهٔ سنگی و هسته‌ای از آهن و نیکل ساختار داغ‌ترین سیارهٔ منظومهٔ خورشیدی را شکل می‌دهد.